# シナファイ
『シナファイ』（Synaphai ）はヤニス・クセナキスの書いた最初のピアノ協奏曲の編成に当たる作品である。

## 概論
クセナキスは「ピアノとオーケストラのための作品」とは断っているが、協奏曲とは一回も言っていない。
この曲は独奏ピアノの部分が10段以上の五線で書いてある部分があって､指1本に付き1段の楽譜が割り当てられることがある。初演は1971年にゲオルゲス・プルーダーマッヒャー(Georges Pludermacher)による。部分的には最大12段にもなる楽譜である。
市販された音源が極めて少なく、現時点で手に入る録音はDeccaのジョフリー・ダグラス・マッジ盤とTimpaniの大井浩明盤のものしかない。ただし、舞台演奏はこれ以外のピアニストによっても行われている。

## 楽器編成
独奏ピアノ、フルート3、オーボエ3、クラリネット3、ファゴット3、ホルン4、トランペット4、トロンボーン4、チューバ、ティンパニ、3人の打楽器奏者、弦5部（16,14,12,10,8）
オーケストラは4群に分割される。

## 演奏時間
- 約17分